# Campionati europei di atletica leggera indoor 2011 - 60 metri ostacoli femminili
La gara si è svolta il 4 marzo 2011.

## Podio
| #       | Atleta              | Nazionalità | Tempo | Note                                     |
| ------- | ------------------- | ----------- | ----- | ---------------------------------------- |
| Oro     | Carolin Nytra       | Germania    | 7"80  | Miglior prestazione personale stagionale |
| Argento | Tiffany Ofili       | Regno Unito | 7"80  | Record nazionale                         |
| Bronzo  | Christina Vukicevic | Norvegia    | 7"83  | Record nazionale                         |

## Record
Prima di questa competizione, il record del mondo (RM), il record europeo (EU) ed il record dei campionati (RC) sono i seguenti:
| Record                | Prestazione | Atleta                                | Data                                 | Competizione                                       |
| --------------------- | ----------- | ------------------------------------- | ------------------------------------ | -------------------------------------------------- |
| Record mondiale       | 7"68        | Susanna Kallur Svezia                 | 10 febbraio 2008 Karlsruhe, Germania |                                                    |
| Record europeo        | 7"68        | Susanna Kallur Svezia                 | 10 febbraio 2008 Karlsruhe, Germania |                                                    |
| Record dei campionati | 7"74        | Ljudmila Narožilenko Unione Sovietica | 4 marzo 1990 Glasgow, Regno Unito    | Campionati europei di atletica leggera indoor 1990 |

## Risultati

### Primo turno
Le primi 3 di ogni batteria e i 4 migliori tempi si qualificano per le semifinali.

#### Batteria 1
| Pos. | Corsia | Nome              | Nazione     | Reazione | Tempo | Note |
| ---- | ------ | ----------------- | ----------- | -------- | ----- | ---- |
| 1    | 4      | Alina Talaj       | Bielorussia | 0.180    | 8"06  | Q    |
| 2    | 3      | Lisa Urech        | Svizzera    | 0.183    | 8"07  | Q    |
| 3    | 6      | Lucie Škrobáková  | Rep. Ceca   | 0.211    | 8"17  | Q    |
| 4    | 5      | Alice Decaux      | Francia     | 0.176    | 8"22  | q    |
| 5    | 2      | Beate Schrott     | Austria     | 0.238    | 8"25  |      |
| 6    | 7      | Isabelle Pedersen | Norvegia    | 0.207    | 8"38  |      |

#### Batteria 2
| Pos. | Corsia | Nome                | Nazione              | Reazione | Tempo | Note                          |
| ---- | ------ | ------------------- | -------------------- | -------- | ----- | ----------------------------- |
| 1    | 8      | Christina Vukicevic | Norvegia             | 0.157    | 7"95  | Q                             |
| 2    | 5      | Tiffany Ofili       | Regno Unito          | 0.187    | 8"05  | Q                             |
| 3    | 7      | Cindy Roleder       | Germania             | 0.186    | 8"09  | Q                             |
| 4    | 4      | Marina Tomić        | Slovenia             | 0.159    | 8"18  | q                             |
| 5    | 3      | Giulia Pennella     | Italia               | 0.182    | 8"25  |                               |
| 6    | 6      | Andrea Ivančević    | Croazia              | 0.213    | 8"43  |                               |
| 7    | 2      | Gorana Cvijetić     | Bosnia ed Erzegovina | 0.204    | 8"68  | Miglior prestazione personale |

#### Batteria 3
| Pos. | Corsia | Nome                  | Nazione     | Reazione | Tempo | Note |
| ---- | ------ | --------------------- | ----------- | -------- | ----- | ---- |
| 1    | 5      | Sasha Gradiva         | Russia      | 0.205    | 8"11  | Q    |
| 2    | 6      | Sandra Gomis          | Francia     | 0.195    | 8"12  | Q    |
| 3    | 2      | Kacjaryna Paplauskaja | Bielorussia | 0.168    | 8"19  | Q =  |
| 4    | 7      | Nadine Hildebrand     | Germania    | 0.202    | 8"20  | q    |
| 5    | 3      | Josephine Onyia       | Spagna      | 0.193    | 8"33  |      |
| 6    | 4      | Dimitra Arachoviti    | Cipro       | 0.191    | 8"43  |      |

#### Batteria 4
| Pos. | Corsia | Nome                 | Nazione  | Reazione | Tempo | Note |
| ---- | ------ | -------------------- | -------- | -------- | ----- | ---- |
| 1    | 7      | Carolin Nytra        | Germania | 0.190    | 7"96  | Q    |
| 2    | 6      | Derval O'Rourke      | Irlanda  | 0.156    | 8"07  | Q    |
| 3    | 5      | Elisabeth Davin      | Belgio   | 0.198    | 8"08  | Q    |
| 4    | 4      | Anastasija Solov'ëva | Russia   | 0.209    | 8"11  | q    |
| 5    | 3      | Clélia Reuse         | Svizzera | 0.184    | 8"24  |      |
| 6    | 2      | Arna Erega           | Croazia  | 0.195    | 8"62  |      |

### Semifinali
Le prime 4 di ogni batteria si qualificano per la finale.

#### Semifinale 1
| Pos. | Corsia | Nome                 | Nazione     | Reazione | Tempo | Note |
| ---- | ------ | -------------------- | ----------- | -------- | ----- | ---- |
| 1    | 7      | Carolin Nytra        | Germania    | 0.187    | 7"94  | Q    |
| 2    | 4      | Alina Talaj          | Bielorussia | 0.178    | 7"95  | Q    |
| 3    | 6      | Derval O'Rourke      | Irlanda     | 0.154    | 7"98  | Q    |
| 4    | 8      | Lucie Škrobáková     | Rep. Ceca   | 0.206    | 8"00  | Q    |
| 5    | 2      | Anastasija Solov'ëva | Russia      | 0.192    | 8"02  | =    |
| 6    | 5      | Lisa Urech           | Svizzera    | 0.190    | 8"06  |      |
| 7    | 3      | Marina Tomić         | Slovenia    | 0.163    | 8"21  |      |
|      | 1      | Alice Decaux         | Francia     | 0.178    |       | SQ   |

#### Semifinale 2
| Pos. | Corsia | Nome                  | Nazione     | Reazione | Tempo | Note                                     |
| ---- | ------ | --------------------- | ----------- | -------- | ----- | ---------------------------------------- |
| 1    | 3      | Tiffany Ofili         | Regno Unito | 0.149    | 7"89  | Q                                        |
| 2    | 6      | Christina Vukicevic   | Norvegia    | 0.146    | 7"93  | Q                                        |
| 3    | 4      | Sasha Gradiva         | Russia      | 0.166    | 7"96  | Q                                        |
| 4    | 5      | Sandra Gomis          | Francia     | 0.179    | 8"00  | Q =                                      |
| 5    | 8      | Elisabeth Davin       | Belgio      | 0.196    | 8"02  | Miglior prestazione personale            |
| 6    | 2      | Cindy Roleder         | Germania    | 0.189    | 8"06  |                                          |
| 7    | 7      | Kacjaryna Paplauskaja | Bielorussia | 0.183    | 8"14  | Miglior prestazione personale stagionale |
| 8    | 1      | Nadine Hildebrand     | Germania    | 0.194    | 8"23  |                                          |

### Finale
| Pos. | Corsia | Nome                | Nazione     | Reazione | Tempo | Note                                     |
| ---- | ------ | ------------------- | ----------- | -------- | ----- | ---------------------------------------- |
| 1    | 5      | Carolin Nytra       | Germania    | 0.179    | 7"80  | Miglior prestazione personale stagionale |
| 2    | 6      | Tiffany Ofili       | Regno Unito | 0.171    | 7"80  | Record nazionale                         |
| 3    | 3      | Christina Vukicevic | Norvegia    | 0.166    | 7"83  | Record nazionale                         |
| 4    | 8      | Derval O'Rourke     | Irlanda     | 0.164    | 7"96  | Miglior prestazione personale stagionale |
| 5    | 4      | Alina Talaj         | Bielorussia | 0.195    | 7"98  |                                          |
| 6    | 7      | Sasha Gradiva       | Russia      | 0.208    | 8"00  |                                          |
| 7    | 1      | Lucie Škrobáková    | Rep. Ceca   | 0.220    | 8"10  |                                          |
| 8    | 2      | Sandra Gomis        | Francia     | 0.202    | 8"11  |                                          |